# StudiLN
StudiLN (forma abbreviata per Studielenco) fu una piattaforma internet che permetteva a studenti universitari di iscriversi e creare un proprio profilo pubblico, per poter così scambiare informazioni. Rientrava quindi nella categoria dei social network. StudiLN fu una consorella di StudiVZ Ltd. (un'abbreviazione di Studentenverzeichnis, tedesco per elenco di studenti), una delle reti sociali studentesche tedesche con la crescita più rapida negli ultimi due anni.
Le funzionalità (tra cui profili individuali, sistema di messaging, album fotografici e forum di discussione) sono comparabili a quelle di Facebook, una piattaforma di social networking molto popolare in gran parte del mondo, motivo per il quale alcuni critici hanno accusato StudiVZ di plagio.
Con oltre 2,8 milioni di utenti in Germania, il sito StudiVZ facente capo al gruppo editoriale Georg von Holtzbrinck è una start up Web 2.0 presente in Italia, Polonia, Francia, Spagna e in tutta l'America Latina.
Presso la sede centrale di Berlino lavorano oltre 130 persone. Nel corso della sua breve storia si sono alternati come country manager personalità importanti come Anna Cotroneo, Gaetano Romeo e Stefano Cigarini.

## Storia
Il sito StudiVZ.net è stato fondato nell'ottobre 2005 dallo studente di economia Ehssan Dariani (26 anni, Università di San Gallo) e dallo studente di informatica Dennis Bemmann (27 anni, HU Berlino). In seguito il team si è arricchito con Michael Brehm, 27 anni, studente di finanza alla WHU di Vallendar.
Terminate le prove delle prime versioni alla fine del 2005, il sito tedesco è entrato in funzione nel marzo 2006 raggiungendo il traguardo dei 100.000 utenti in giugno e i 200.000 iscritti in luglio. A febbraio 2007, la piattaforma tedesca contava oltre 1,6 milioni di aderenti, dei quali due terzi utilizzano il sito quotidianamente, facendone uno dei siti Web più importanti del Paese.
Nell'ottobre 2006 sono stati aperti siti separati in Francia, Spagna, Polonia e Italia. Tutti i siti sono gestiti da studenti dei rispettivi paesi.
Nel gennaio 2007 il sito ha compiuto il passo successivo della sua evoluzione entrando integralmente a far parte di Holtzbrinck Networks, società controllata dalla Georg von Holtzbrinck una delle più importanti media company tedesche. Il gruppo pubblica alcuni dei principali quotidiani tedeschi, quali Die Zeit e Handelsblatt ma opera da diversi anni anche nel settore online.
In Italia, dal dicembre 2007 il progetto StudiLN è stato chiuso a causa dello scarso numero di utenti registratisi e della supremazia raggiunta da Facebook sul territorio. Dopo un costante declino degli accessi iniziato alla fine del 2009, Holtzbrinck ha tentato di vendere StudiVZ senza essere tuttavia finora riuscito a trovare acquirenti.

## Funzioni
- Creazione di profili individuali
- Possibilità di comunicare con gli amici
- Invio e ricezione messaggi personali
- Funzione "grusciolare" per entrare in contatto con altri utenti
- Gruppi di discussione
- Creazione e condivisione di album fotografici

## Critiche
La più grande critica mossa al sito è la sua somiglianza con Facebook, per il quale uno dei fondatori, Dariani, ebbe occasione di lavorare.
Altre polemiche sono nate da alcuni comportamenti dei fondatori, spesso accusati di scarsa esperienza e di poca finezza nelle relazioni pubbliche. L'intera discussione toccò il suo punto massimo quando Ehssan Dariani distribuì degl'inviti a una festa usando come tema grafico di riferimento il modello del Völkischer Beobachter, il giornale di propaganda nazista. La scelta, dall'intenzioni sicuramente ironiche e di satira, venne attaccata e criticata come una soluzione di cattivo gusto. Inoltre, altro clamore venne creato dopo la pubblicazione su YouTube di vari video nei quali Dariani riprendeva donne nella metro o nella toilette.
Molti bloggers hanno denunciato anche l'utilizzo di certe pratiche commerciali, tra cui lo spamming, cybersquatting e l'abuso dell'entusiasmo di alcuni volontari. Nel frattempo, la compagnia ha cercato di rispondere ai vari criticismi e, tra le decisioni prese, c'è stata anche quella di rimuovere Dariani dal management per destinarlo in una posizione amministrativa.
Altre polemiche sono sorte riguardo ai principali investitori del sito, Holtzbrinck, un grande gruppo pubblicitario tedesco, ed i fratelli Samwer, fondatori del venditore di suonerie Jamba. Questo intreccio ha provocato discussioni sulla privacy dei dati, anche perché ci sono dubbi circa lo stato legale delle filiali estere. L'indirizzo milanese disponibile sul sito web italiano è l'indirizzo dell'ufficio della società Parship, un servizio per la ricerca dei partner che appartiene a Holtzbrinck.